# Knut Knutsson Lillie
Knut Knutsson Lillie (Lille av Ökna, skrev själv namnet Lyllyä), död 6 januari 1596, var en svensk adelsman.

## Biografi
Knut Knutsson var son till Knut Andersson (Lillie) och Märta Göransdotter. Han omtalas första gången 1552 och var 1554 häradshövding i Oppunda härad. Lillie var ledamot av den beskickning, som 1557 slöt fred med Ryssland i Moskva, omnämnes som riksråd under Erik XIV:s regering från 14 januari 1562 och användes ofta av denne konung. Han tjänstgjorde 1562 som hovmästare åt Erik och var en av de herrar, åt vilka anförtroddes utförandet av frierierna till Kristina av Hessen (1563) och Renata av Lothringen (1565). 
Under perioden 1576–1579 var han lagman i hertig Karls Närke, och var 1577 en av ståthållarna över furstendömet under hertigens vistelse utrikes. 
Under Johan III förekommer han inte som riksråd, kanske för att han av kungen ansågs som "förbullrad och fördärfvad af mycken dryck" (1572). Samme kung gav honom emellertid i uppdrag 1580 att liksom Hogenskild Bielke med flera i uppdrag att resa omkring i landet och tillse, att liturgin användes.

### Familj
Lillie gifte sig första gången före 25 augusti 1558 med Anna Bese (död 1581). Hon var dotter till väpnaren Nils Bese och Kerstin Gottschalksdotter. Anna Bese var änka efter Påvel Abrahamsson Gyllenstierna. Lillie och Bese fick tillsammans barnen Anna Lillie och Knut Lillie.
Lille gifte sig andra gången med Malin Larsdotter. De fick tillsammans dottern Märta Lillie som var gift med kaptenen Henrik Persson Månesköld af Norge.